# Jättemanta
Jättemanta (Manta birostris), även kallad manta, stillahavsmanta eller djävulsrocka, är en stor rocka och den större av de två rockarterna inom släktet Manta, som kallas för mantor, den andra och något mindre arten är M. alfredi. Observera att ett av de svenska namn som ibland använts för M. birostris, djävulsrocka, också kan avse Mobula mobular, en annan stor rocka som tillhör ett annat släkte, och att denna rocka, trots att den tillhör ett annat släkte, även den ibland kan kallas för manta.
Jättemantan kan som fullvuxen mäta mer än 7 meter mellan vingspetsarna, rekordet är omkring 9 meter, men den genomsnittliga storleken är mindre, omkring 4,5 meter, och den kan väga uppåt 2 ton. Den kan bli upp mot 20 år gammal. Jättemantan har en ovanligt stor hjärna för att vara en broskfisk och den kan lära sig känna igen olika dykare och är ofta nyfiken och social.
Internationella naturvårdsunionen (IUCN) rödlistar jättemantan som sårbar. Hoten mot mantan är bland annat att den fastnar i fiskenät som bifångst och det direkt riktade fiske som bedrivs mot den för dess kött och gälars skull. Gälarna är efterfrågade inom traditionell kinesisk medicin. Mantornas långsamma reproduktion förvärrar dessa hot.
Områden där mantor samlas är populära bland turister. Turismen kan bidra till att skydda mantorna, då de levande djuren på så sätt får ett ekonomiskt värde på lång sikt som kan motverka det kortsiktiga ekonomiska fångstvärdet.

## Utbredning
Jättemantan har en cirkumglobal utbredning och finns i tempererade, subtropiska och tropiska vatten i Stilla havet, Indiska oceanen och Atlanten. Den förekommer så långt norrut som till södra Kalifornien i östra Stilla havet, Rhode Island i västra Atlanten, Azorerna i östra Atlanten, och Mutsuviken och Aomori, Japan, i västra Stilla havet. Söderut förekommer den till vattnen utanför Peru, Uruguay, Sydafrika och Nya Zeeland.